# Velika Barna
Velika Barna är en ort i Kroatien.   Den ligger i staden Grad Grubišno Polje och länet Bjelovar-Bilogoras län, i den östra delen av landet, 90 km öster om huvudstaden Zagreb. Velika Barna ligger 134 meter över havet och antalet invånare är 333.
Terrängen runt Velika Barna är platt. Runt Velika Barna är det glesbefolkat, med 19 invånare per kvadratkilometer. Närmaste större samhälle är Daruvar, 17,3 km söder om Velika Barna. Trakten runt Velika Barna består till största delen av jordbruksmark.